# Jardim Planalto (métro de São Paulo)
Jardim Planalto est une station de la ligne 15 du métro de São Paulo. Elle est située sur l'avenue Sapopemba dans le district de Sapopemba, à São Paulo au Brésil.

## Situation sur le réseau

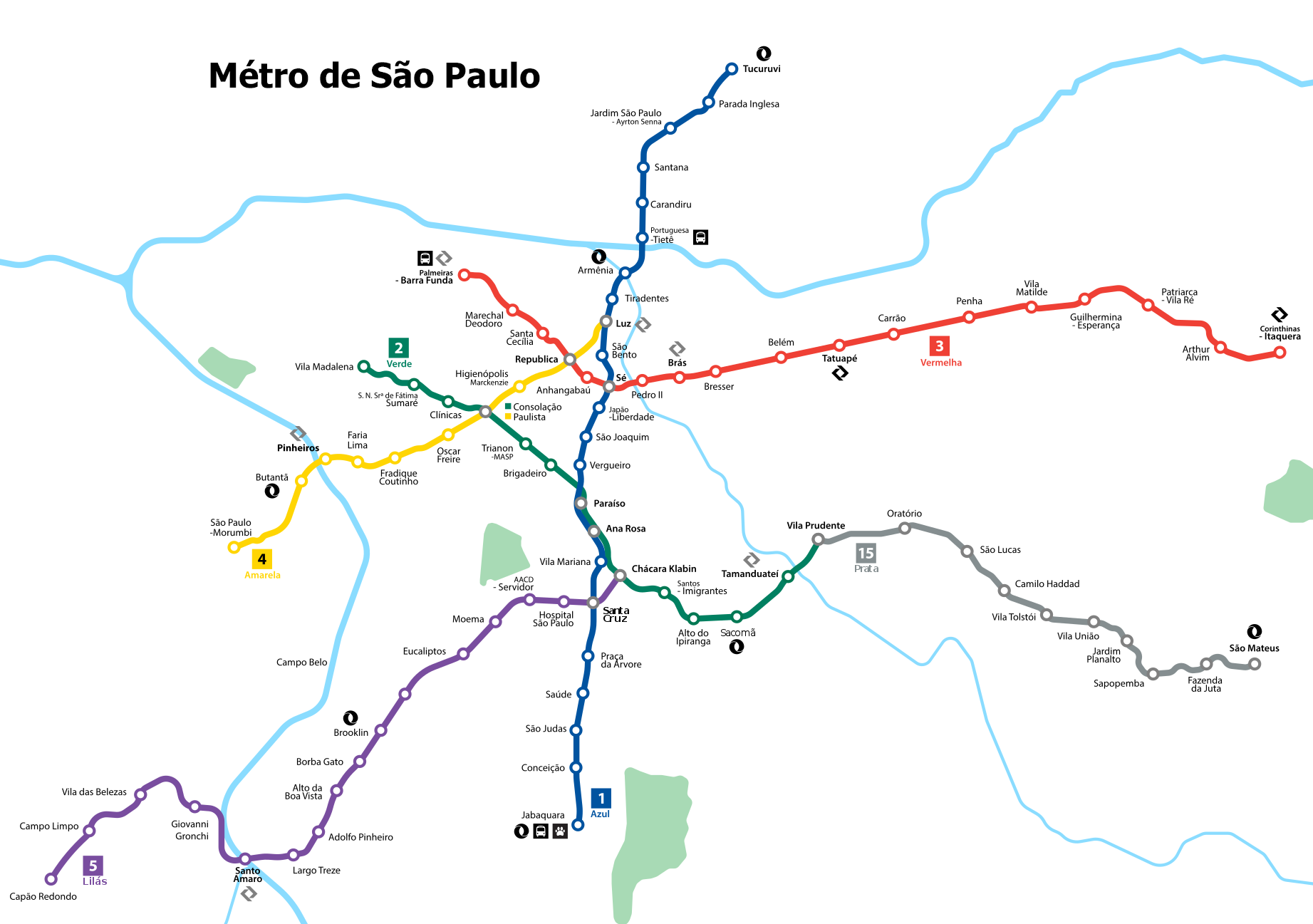
Plan du Métro de São Paulo 2020.

Établie en aérien, la station Jardim Planalto, de la ligne de monorail dite ligne 15 du métro de São Paulo (argent), est située entre la station Vila União, en direction du terminus provisoire ouest Vila Prudente, et la station Sapopemba, en direction du terminus provisoire est Jardim Colonial.

## Histoire
La station Jardim Planalto est mise en service le 26 août 2019, lors de l'ouverture à l'exploitation du prolongement de la ligne depuis Vila União, la station devenant un terminus provisoire de la ligne jusqu'au 16 décembre 2019, lors de la mise en service du prolongement suivant jusqu'au terminus provisoire de São Mateus.

## Projets
Les prolongements, sans dates prévisionnelles d'ouverture, de la ligne vers le terminus Ipirenga prévu à l'ouest, en correspondance avec la gare d'Ipiranga, et le terminus Hospital Cidade Tiradentes prévu à l'est avec cinq stations intermédiaires.